# Corentin Cloarec
Pour les articles homonymes, voir Cloarec.
Le Père Corentin Cloarec est un prêtre franciscain et résistant français, né le 30 mars 1894 à Saint-Sauveur (Finistère) et mort le 28 juin 1944 à Paris.

## Biographie

### Naissance et formation
Jean-Marie Cloarec (devenu en religion le Père Corentin) est né le 30 mars 1894 à Saint-Sauveur dans le nord du Finistère, dans une famille de cultivateurs.
Troisième enfant d'une fratrie de quatre, il est envoyé faire ses études secondaires au collège de Saint-Pol-de-Léon (aujourd'hui collège du Kreisker) et entre au grand séminaire de Quimper en octobre 1913.

### Combattant de la Grande Guerre
Toujours séminariste, Jean-Marie Cloarec est mobilisé en novembre 1914 et rejoint le 118e régiment d'infanterie de ligne de Quimper. Avec ce régiment, il participa successivement aux combats de la Somme, puis en Champagne (en 1915) avant de rejoindre Verdun en 1916.
Blessé le 25 septembre 1915 à Perthes-lès-Hurlus et évacué vers un hôpital militaire, il retourna sur le front en février 1916 pour participer à la défense de Verdun, où il fut porté disparu et fait prisonnier le 17 avril 1916.
Jean-Marie Cloarec fut détenu au camp de prisonniers de Rennbahn (Münster II), près de Münster, où il put suivre durant un an les cours d'un séminaire créé par les autorités catholiques allemandes au profit des séminaristes alliés prisonniers,.
Rapatrié en décembre 1918, Jean-Marie Cloarec reçut la médaille de la victoire ainsi que la médaille commémorative.

### Son entrée chez les frères mineurs franciscains

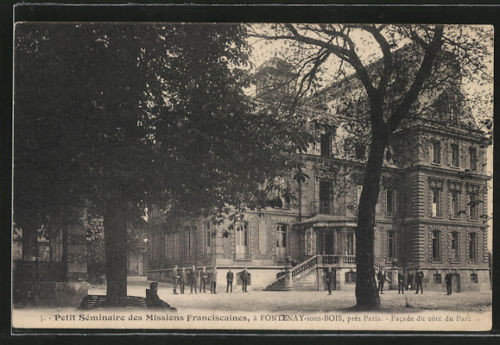
Carte postale représentant le petit séminaire des Missions franciscaines de Fontenay-sous-Bois, dans la seconde moitié des années 1920.

Après avoir repris ses études au séminaire de Quimper entre octobre 1919 et Pâques 1921, Jean-Marie Cloarec demanda en 1921 son admission dans l'ordre des frères mineurs de la province Saint-Pierre (qui avait son siège à Paris).
Il prit alors comme nom religieux celui de Corentin (en mémoire du saint breton dont le nom a été donné à la cathédrale de Quimper). Après un noviciat au couvent d'Amiens, il rejoignit le scolasticat de Mons-en-Barœul pour y terminer ses études de théologie. Il fut ordonné prêtre le 2 juillet 1925 à Notre-Dame de Paris.
Devenu le père Corentin Cloarec, il enchaîna différentes responsabilités au sein de l'ordre franciscain qui se reconstituait en France après les années d'exil qui avaient suivi l'adoption des lois sur les congrégations. Il fut successivement professeur au petit séminaire franciscain de Fontenay-sous-Bois (1925-1927), supérieur (« gardien » dans la terminologie franciscaine) du couvent de Saint-Brieuc durant dix ans (1927-1937) puis, brièvement, de celui de Mons-en-Barœul (1937-1938) avant d'être appelé au nouveau couvent Saint-François de Paris comme vicaire (c'est-à-dire comme adjoint du gardien du couvent) et responsable régional du Tiers-ordre franciscain. On a pu écrire que "le jeune franciscain Cloarec est impliqué dès son entrée dans ce mouvement de réinstallation de l'Ordre en France" et que "ses qualités d'organisation, de rigueur et son charisme personnel vont être mobilisés par ses supérieurs pour mettre en place et dynamiser les nouveaux lieux qui doivent permettre aux frères franciscains de retrouver leur influence et de développer leur apostolat".

### Résistant de la première heure
Mobilisé en 1940 et envoyé dans un dépôt à Brest, le père Corentin ne participa pas aux combats de la campagne de France en mai-juin 1940. À l'approche des troupes allemandes (qui arrivèrent à Brest le 19 juin), il refusa d'être fait prisonnier et rejoignit le couvent Saint-François de Paris, situé 7 rue Marie-Rose dans le 14e arrondissement.
Dès l'automne 1940, il semble qu'il ait eu des contacts avec les premiers groupes de résistance qui se constituaient dans Paris occupé (dont sans doute celui constitué autour de la place Denfert-Rochereau par l'ingénieur Maurice Ripoche et ses amis fondateurs du mouvement Ceux de la Libération).

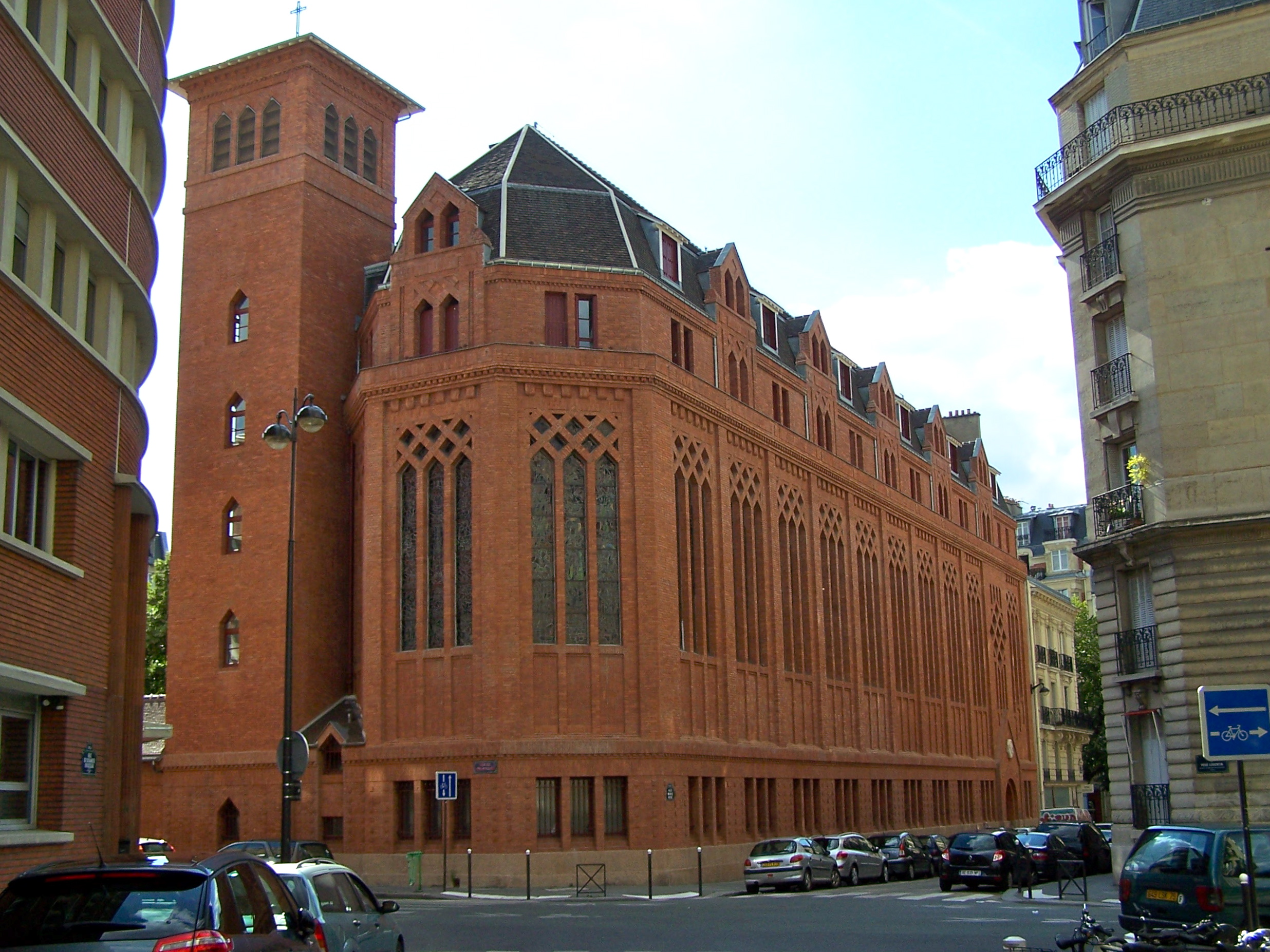
Vue du couvent des Franciscains, rue Marie-Rose.

Dès cette époque, il eut également des rapports étroits avec le gendarme Yves Omnès, qu'il connaissait de longue date, pour obtenir de faux-papiers militaires afin de permettre la fuite vers l'Espagne de prisonniers évadés, puis d'aviateurs anglais abattus,. Dans son ouvrage ultérieur sur la ligne de démarcation, le colonel Rémy évoque d'ailleurs son action de soutien à ceux qui veulent s'échapper pour passer en Angleterre.
À partir de 1942, il fut également associé très étroitement aux activités résistantes du groupe Vercingétorix, créé par le journaliste et tertiaire franciscain, Aymé Guerrin, dont le groupe fut ensuite intégré en 1943 au mouvement Ceux de la Libération (CDLL). Il retrouva dans ce groupe Yves Masiée, cadre bancaire à la BNCI mais aussi officier de réserve qu'il avait connu à Brest en 1940 et qui était devenu un résistant très actif notamment au sein de ce groupe Vercingétorix.
En fin 1943, il accueillit au couvent de la rue Marie-Rose plusieurs résistants importants pourchassés par la Gestapo, dont Aymé Guerrin mais aussi Jean Teissier de Marguerittes, autre tertiaire franciscain qui appartenait à la Fraternité Saint-Louis dont le père Corentin était devenu le directeur spirituel à son arrivée à Paris.
Devenu le colonel Lizé dans la résistance et membre de l'Organisation civile et militaire (OCM), de Marguerittes avait dû fuir la région de Bordeaux dont il était l'un des responsables de l'action militaire clandestine, à la suite de la trahison du chef régional de l'OCM, André Grandclément. Réfugié à Paris et accueilli notamment par le père Corentin, il rencontra les principaux responsables de la résistance en Île-de-France et fut finalement désigné comme chef des Forces françaises de l'intérieur (FFI) du département de la Seine (c'est-à-dire de Paris intra-muros) sous les ordres du responsable régional des FFI pour toute l'Île-de-France, Henri Rol-Tanguy.
Plusieurs réunions importantes destinées à la mise en place du futur état-major de la résistance dans la région parisienne furent organisées en fin 1943 et début 1944 au couvent franciscain de la rue Marie-Rose, en présence du père Corentin, et auxquelles participèrent notamment le colonel Lizé et Yves Masiée (devenu – sous le nom de « Corret », le responsable des FFI de l'Oise et de la Seine-et-Marne, avant d'être lui-même fusillé par les Allemands à Arbonne, près de Fontainebleau, le 17 août 1944).

### Son assassinat le 28 juin 1944
Très impliqué dans les filières d'évasion d'aviateurs et de réfractaires et accueillant dans son couvent des responsables importants de la résistance à la veille de la Libération, le Père Corentin Cloarec fut identifié par les services de la Gestapo.
Selon une hypothèse récemment étudiée, son assassinat pourrait être la suite de l'arrestation le 27 juin 1944 près de la Porte d'Orléans de l'ancien député socialiste et professeur en Sorbonne, Alexandre Bracke-Desrousseaux, de sa femme et d'un résistant du mouvement Défense de la France, notamment responsable d'un important dispositif de faux papiers, Henri Auchier (qui sera déporté ensuite à Buchenwald, dont il reviendra en 1945).
Le 28 juin 1944 en fin de matinée, deux jeunes français travaillant pour la Gestapo mais se faisant passer pour des amis d'un résistant (qui avait été arrêté la veille) furent reçus par le Père Corentin dans un parloir à l'entrée de son couvent. Presque immédiatement, ils ouvrirent le feu sur lui.
Le Père Corentin réussit à se réfugier dans le cloître du couvent où il fut à nouveau atteint de plusieurs autres balles. Transporté mourant dans une clinique toute proche rue Sarrette, il y décéda en début d'après-midi, après avoir affirmé que ses agresseurs avaient délibérément tiré sur lui et avoir pardonné à ses assassins disant également : « J’offre ma vie pour mes frères et pour le pays ».

## Hommages posthumes au Père Corentin

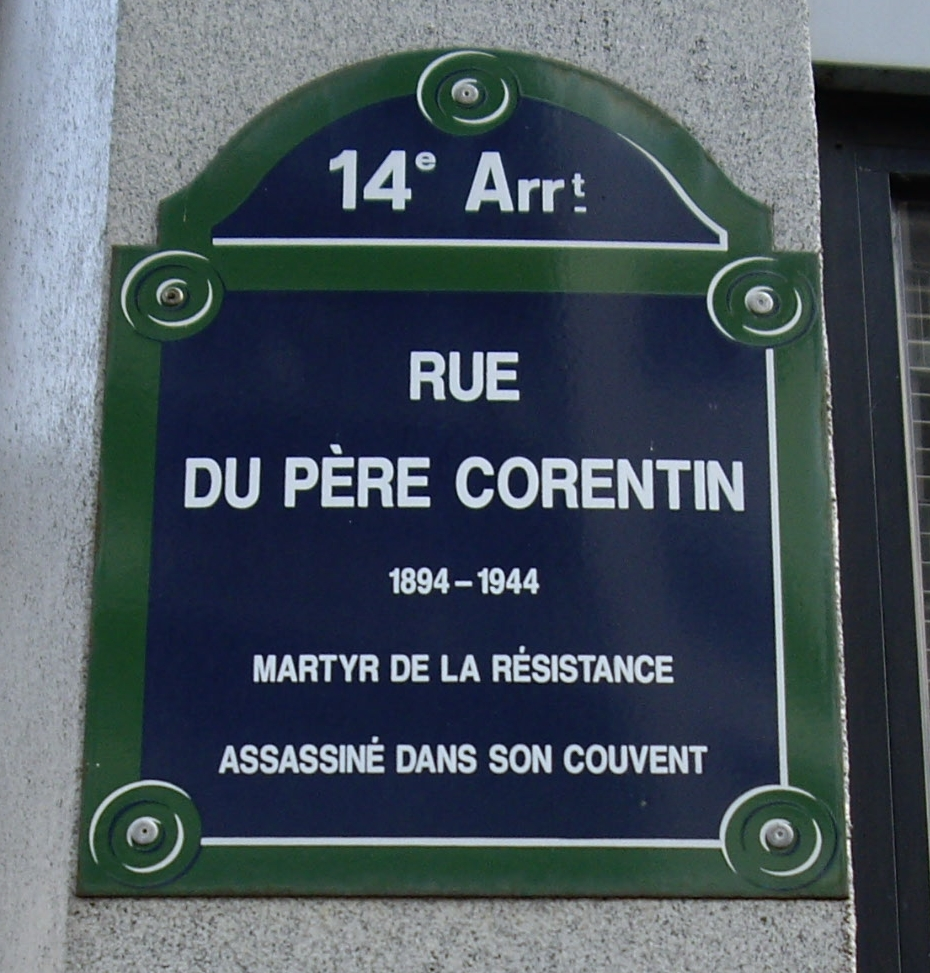

Entre le 29 juin et le 3 juillet 1944, date des obsèques, une foule très importante (de 30 000 personnes environ, selon les témoins) se rendit spontanément au couvent de la rue Marie-Rose pour défiler devant la dépouille du Père Corentin Cloarec. Le cardinal Suhard, archevêque de Paris, s'y rendit le 2 juillet.
Ses obsèques, présidées par un évêque auxiliaire de Paris, Monseigneur Paul-Louis Touzé, dans la chapelle Saint-François du couvent réunirent près de 6 000 personnes, l'essentiel d'entre elles demeurant dans la rue faute de place.
Ce premier hommage populaire fut complété par la décision du comité local de libération du 14e arrondissement d'attribuer en août 1944 le nom du « Père Corentin » à l'ancienne rue de la Voie-Verte qui longeait le couvent.
Cette nouvelle dénomination de la rue du Père-Corentin fut confirmée par le Conseil de Paris en 1945. De même, les municipalités de Courbevoie et de Bois-Colombes baptisèrent en novembre 1944 deux de leurs voies « rue du Révérend-Père-Corentin Cloarec » et « avenue du Révérend-Père-Corentin-Cloarec », respectivement.
En août 1946 fut attribué au Père Corentin la Médaille de la Résistance française, à titre posthume. En 1947, il fut également élevé au grade sergent-chef au titre des "combattants volontaires de la Résistance".
Le 28 juin 2014, en l'honneur du soixante-dixième anniversaire de sa mort, une conférence a été organisée au couvent de la rue Marie-Rose et un ouvrage a été publié faisant le point, à partir de documents d'archives et de témoignages, sur ce que l'on sait de son parcours, de ses activités résistantes et des conditions de son assassinat : Le Père Corentin - Franciscain et résistant, publié aux Éditions franciscaines.
Le 28 juin 2024, date du 80ème anniversaire de son assassinat et à l’initiative du Comité national de la flamme et du Souvenir français, une messe du souvenir a été célébrée au Couvent Saint François de Paris et un moment de recueillement à la mémoire du Père Corentin s'est déroulé autour du caveau des frères franciscains, dans lequel il est inhumé, au Cimetière de Montrouge.

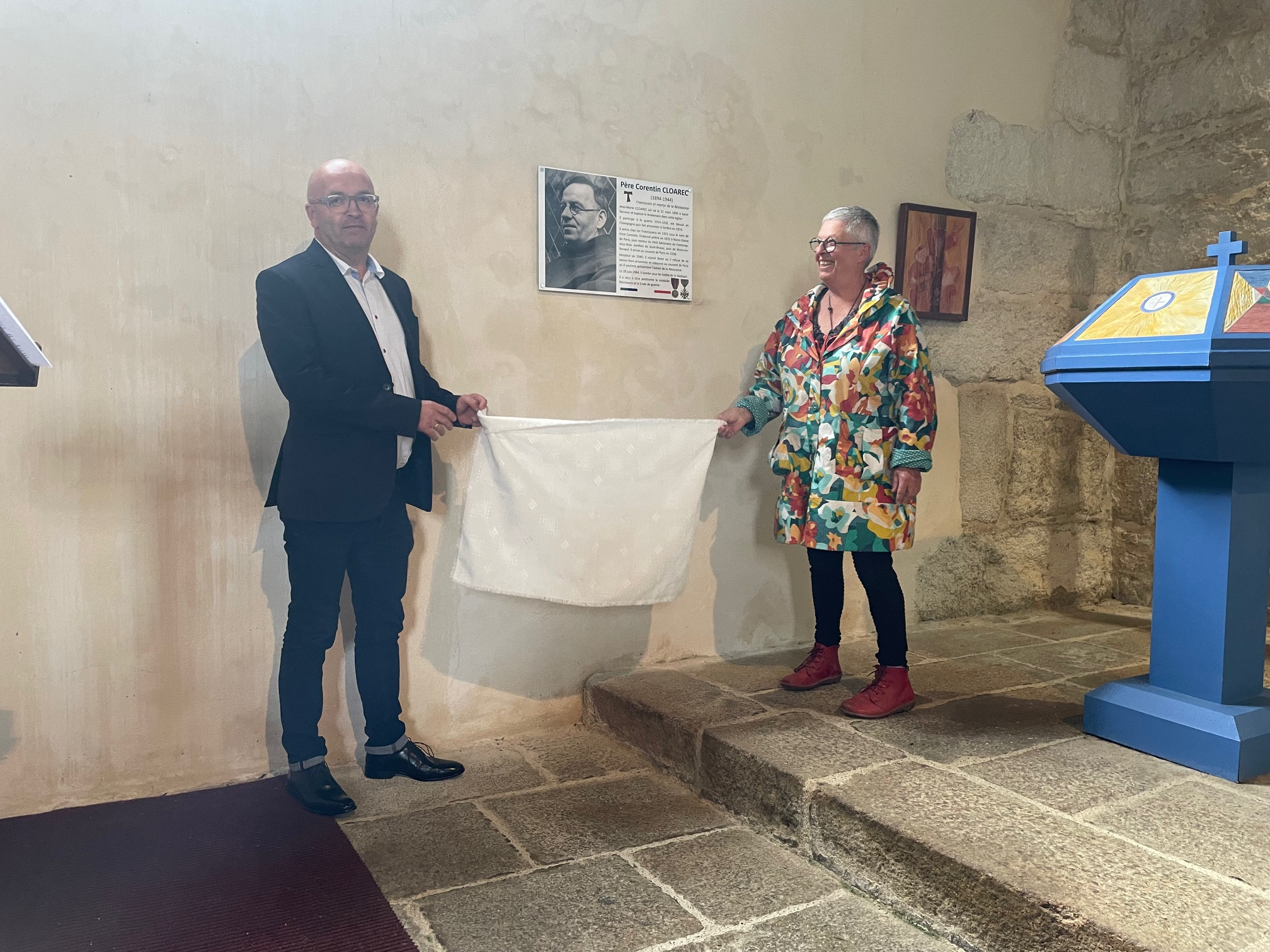
Le maire de Saint-Sauveur (29400) et une petite-nièce du Père Corentin le 31 août 2024

Cet hommage parisien sur le lieu de son exécution a été suivi le 31 août 2024 par le dévoilement d'une plaque commémorative à sa mémoire dans l'église de Saint-Sauveur, son village natal, à l'initiative de la municipalité et du diocèse de Quimper et en présence d'un membre de la famille du Père Corentin.

## Décorations
- Médaille de la Résistance française à titre posthume (décret du 3 août 1946)[14]
- Croix de guerre 1939–1945 à titre posthume[15]
- Médaille interalliée de la Victoire
- Médaille commémorative de la guerre 1914–1918